# Шохта

Шохта — река в России, протекает в Вологодской области, в Нюксенском районе. Устье реки находится в 200 км по правому берегу реки Сухона. Длина реки составляет 13 км.
Исток Шохты находится в болотах на границе с Бабушкинским районом, в 10 км к юго-востоку от посёлка Игмас. Шохты течёт на северо-запад (последние километры - на север) по лесным, частично заболоченным массивам в ненаселённой местности. Населённые пункты, за исключением покинутой деревни Шохта, на реке отсутствуют. Шохта впадает в Сухону неподалёку от деревни Гордяково, примерно семью километрами ниже Игмаса.

## Данные водного реестра
По данным государственного водного реестра России относится к Двинско-Печорскому бассейновому округу, водохозяйственный участок реки — Северная Двина от начала реки до впадения реки Вычегда, без рек Юг и Сухона (от истока до Кубенского гидроузла), речной подбассейн реки — Сухона. Речной бассейн реки — Северная Двина.
По данным геоинформационной системы водохозяйственного районирования территории РФ, подготовленной Федеральным агентством водных ресурсов: 
- Код водного объекта в государственном водном реестре — 03020100312103000008909
- Код по гидрологической изученности (ГИ) — 103000890
- Код бассейна — 03.02.01.003
- Номер тома по ГИ — 03
- Выпуск по ГИ — 0